# Bangassou
Bangassou er en by i det sydlige Centralafrikanske Republik, med et indbyggertal (pr. 2003) på cirka 32.000. Byen ligger ved Mbomou-floden, på grænsen til den Demokratiske Republik Congo.